# Готмадинген
Готмадинген (њем. Gottmadingen) општина је у њемачкој савезној држави Баден-Виртемберг. Једно је од 25 општинских средишта округа Констанц. Према процјени из 2010. у општини је живјело 10.256 становника. Посједује регионалну шифру (AGS) 8335028.

## Географски и демографски подаци
Готмадинген се налази у савезној држави Баден-Виртемберг у округу Констанц. Општина се налази на надморској висини од 437 метара. Површина општине износи 23,6 km². У самом мјесту је, према процјени из 2010. године, живјело 10.256 становника. Просјечна густина становништва износи 435 становника/km².

## Међународна сарадња
| Мјесто           | Држава    | Врста сарадње | Од    |
| ---------------- | --------- | ------------- | ----- |
| Казеле ин Питари | Италија   | партнерство   | 1994. |
| Шампањол         | Француска | партнерство   | 1968. |
| Рандег           | Аустрија  | партнерство   | 1969. |
| Извор            |           |               |       |